# 津佩托體育場
津佩托體育場（葡萄牙語：Estádio do Zimpeto）是一座位於莫三比克首都馬普托的多功能體育場，於2011年4月23日落成。主要用於足球比賽，曾舉辦22011年全非運動會和2017年葡語系運動會的主要體育場，可容納42,000名觀眾。
體育場預算為5,700萬美元，中國政府資助，中國安徽省外經建設集團公司 (AFECG) 在三年內建成。體育場屬於馬普托奧林匹克村的一部分，該項目佔地 15公頃，其中還包括奧林匹克游泳池和住宅區，是為舉辦2011年全非運動會而建造。